# ثيا أستلي
ثيا أستلي (بالإنجليزية: Thea Astley)‏‏ (25 أغسطس 1925 في بريزبان - 17 أغسطس 2004 في خليج بايرون) مؤلفة، وروائية، وشاعرة، وكاتِبة من أستراليا.

## روابط خارجية
- ثيا أستلي على موقع الموسوعة البريطانية (الإنجليزية)
- ثيا أستلي على موقع إن إن دي بي (الإنجليزية)